# Irish Open 1927
Die Irish Open 1927 waren die 21. Austragung dieser internationalen Meisterschaften von Irland im Badminton. Sie fanden Ende Januar 1927 in Dublin statt.

## Finalergebnisse
| Disziplin    | Sieger                           | Finalist                       | Ergebnis           |
| ------------ | -------------------------------- | ------------------------------ | ------------------ |
| Herreneinzel | George Alan Thomas               | Willoughby Hamilton            | 13-15, 15-10, 15-7 |
| Dameneinzel  | D. Pilkington                    | Ada Good                       | 4-11, 11-4, 11-5   |
| Herrendoppel | G. S. B. Mack George Alan Thomas | H. E. B. Neilson J. B. Blair   | 15-11, 9-15, 15-6  |
| Damendoppel  | D. Pilkington Ada Good           | Marion Armstrong A. M. Head    | 15-6, 15-3         |
| Mixed        | G. S. B. Mack A. M. Head         | J. B. Blair E. C. F. MacDonald | 7-15, 15-4, 15-1   |